# Peromyscus carletoni
Peromyscus carletoni és una espècie de mamífer rosegador de la família dels cricètids. És endèmic de Nayarit (Mèxic). Té una llargada total de 175 mm, la cua de 93 mm, les potes posteriors de 20 mm i les orelles de 19 mm. El seu hàbitat natural són els boscos de pins i roures mèsics situats a altituds de més de 2.000 msnm. L'espècie fou anomenada en honor del zoòleg estatunidenc Michael Dean Carleton.